# Български език и литература
„Български език и литература“ е научно списание, създадено през 1958 г. и издавано от национално издателство „Аз-буки“ при Министерство на образованието и науката.
Списанието публикува научни изследвания по съществени теми, свързани със спецификите и развитието на българския език и литературата. Неговите текстове са насочени към учители, експерти, университетски преподаватели и студенти.
Списанието се реферира, индексира в Web of Science, ERIH PLUS, CEEOL, EBSCOhost, Google Scholar, Primo (Ex Libris), Summon (ProQuest).
Периодичност: 6 книжки годишно.
Главен редактор е проф. Галя Христозова.